# 草津白根山
草津白根山（日语：／ Kusatsu shirane san）是位於日本群馬縣吾妻郡草津町的一座活火山，標高2160米。草津白根山頂部有三個火山湖，其中湯釜的pH值只有約1.0，是世界酸性度最高的湖泊之一。在火山口附近有瞭望台可以眺望湯釜。山腰處有硫磺礦山。日本氣象廳對草津白根山進行有火山活動的觀測監視。
最近一次喷发在2018年1月23日10時2分，造成1死11傷。